# Арсено, Мэри-Энн
Мэ́ри-Энн А́рсено (англ. Mary-Anne Arsenault; в 1998—2003 во время замужества Мэ́ри-Энн Уэ́й, англ. Mary-Anne Waye; род. 19 августа 1968, Скарборо, Онтарио) — канадская кёрлингистка.
Играет (в основном) на позиции второго (когда была скипом своей команды, играла на позиции четвёртого).
Двукратный чемпион мира (2001, 2004), вице-чемпион мира (2003). Пятикратный чемпион Канады (1999, 2001, 2002, 2003, 2004).
В июне 2015 года ввёдена в Зал славы канадского кёрлинга вместе с долговременными партнёршами по команде скипа Колин Джонс — Ким Келли и Нэнси Делахант (сама Колин Джонс была введена в Зал славы канадского кёрлинга в 1989).

## Достижения
- Чемпионат мира по кёрлингу среди женщин: золото (2001, 2004), серебро (2003).
- Чемпионат Канады по кёрлингу среди женщин: золото (1999, 2001, 2002, 2003, 2004), бронза (2006, 2018).
- Канадский олимпийский отбор по кёрлингу: бронза (2001).
- Кубок Канады по кёрлингу: золото (2004).

## Команды
| Сезон                                               | Четвёртый       | Третий             | Второй            | Первый            | Запасной                              | Турниры                                |
| --------------------------------------------------- | --------------- | ------------------ | ----------------- | ----------------- | ------------------------------------- | -------------------------------------- |
| 1992—93                                             | Колин Джонс     | Хизер Рэнкин       | Кэй Цинк          | Мэри-Энн Арсено   | Helen Radford                         | ЧК 1993 (6 место)                      |
| 1998—99                                             | Колин Джонс     | Ким Келли          | Мэри-Энн Уэй      | Нэнси Делахант    | Лейни Питерс                          | ЧК 1999 · ЧМ 1999 (5 место)            |
| 1999—00                                             | Колин Джонс     | Ким Келли          | Мэри-Энн Уэй      | Нэнси Делахант    | Лейни Питерс                          | ЧК 2000 (7 место)                      |
| 2000—01                                             | Колин Джонс     | Ким Келли          | Мэри-Энн Арсено   | Нэнси Делахант    | Лейни Питерс (ЧК, ЧМ)                 | ЧК 2001 · ЧМ 2001 · КООК 2001          |
| 2001—02                                             | Колин Джонс     | Ким Келли          | Мэри-Энн Арсено   | Нэнси Делахант    | Лейни Питерс                          | ЧК 2002 · ЧМ 2002 (4 место)            |
| 2002—03                                             | Колин Джонс     | Ким Келли          | Мэри-Энн Арсено   | Нэнси Делахант    | Лейни Питерс (ЧК, ЧМ)                 | КК 2003 (5 место) · ЧК 2003 · ЧМ 2003  |
| 2003—04                                             | Колин Джонс     | Ким Келли          | Мэри-Энн Арсено   | Нэнси Делахант    | Мэри Сью Рэдфорд (ЧК, ЧМ)             | КК 2004 · ЧК 2004 · ЧМ 2004            |
| 2004—05                                             | Колин Джонс     | Ким Келли          | Мэри-Энн Арсено   | Нэнси Делахант    | Мэри Сью Рэдфорд                      | ЧК 2005 (6 место), КООК 2005 (8 место) |
| 2005—06                                             | Колин Джонс     | Ким Келли          | Мэри-Энн Арсено   | Нэнси Делахант    | Мэри Сью Рэдфорд                      | ЧК 2006                                |
| 2007—08                                             | Мэри-Энн Арсено | Ким Келли          | Лейни Питерс      | Нэнси Делахант    | Cheryl McBain тренер: Питер Коркам    | ЧК 2008 (6 место)                      |
| 2008—09                                             | Мэри-Энн Арсено | Кэй Цинк           | Лейни Питерс      | Theresa Breen     | Morgan Muise (не в КК)                | КК 2009 (5 место)                      |
| 2009—10                                             | Мэри-Энн Арсено | Marie Christianson | Дженнифер Бакстер | Kelly MacIntosh   |                                       |                                        |
| 2010—11                                             | Мэри-Энн Арсено | Стефани Маквайкар  | Дженнифер Бакстер | Kelly MacIntosh   |                                       |                                        |
| 2011—12                                             | Мэри-Энн Арсено | Стефани Маквайкар  | Ким Келли         | Дженнифер Бакстер |                                       |                                        |
| 2012—13                                             | Мэри-Энн Арсено | Ким Келли          | Колин Джонс       | Дженнифер Бакстер | Нэнси Делахант тренер: Питер Коркам   | ЧК 2013 (7 место)                      |
| 2013—14                                             | Мэри-Энн Арсено | Ким Келли          | Christie Gamble   | Дженнифер Бакстер |                                       |                                        |
| 2014—15                                             | Мэри-Энн Арсено | Christina Black    | Jane Snyder       | Дженнифер Бакстер | Carole MacLean тренер: Питер Коркам   | ЧК 2015 (7 место)                      |
| 2015—16                                             | Мэри-Энн Арсено | Christina Black    | Jane Snyder       | Дженнифер Бакстер |                                       |                                        |
| 2016—17                                             | Мэри-Энн Арсено | Christina Black    | Jennifer Crouse   | Дженнифер Бакстер |                                       |                                        |
| 2017—18                                             | Мэри-Энн Арсено | Christina Black    | Дженнифер Бакстер | Jennifer Crouse   | Carole MacLean тренер: Питер Коркам   | ЧК 2018                                |
| 2019—20                                             | Мэри-Энн Арсено | Christina Black    | Дженнифер Бакстер | Emma Logan        | Kristin Clarke тренер: Stuart MacLean | ЧК 2020 (9 место)                      |
| 2021—22                                             | Мэри-Энн Арсено | Джина Шредер       | Саша Картер       | Рене Симмонс      | Morgan Muise тренер: Джерри Ричард    | ЧК 2022 (15 место)                     |
| Кёрлинг среди смешанных пар (mixed doubles curling) |                 |                    |                   |                   |                                       |                                        |
| 2013—14                                             | Tom Sullivan    | Мэри-Энн Арсено    |                   |                   |                                       | ЧКСП 2014 (29 место)                   |

(скипы выделены полужирным шрифтом)

## Частная жизнь
Окончила университет Mount Saint Vincent University (Галифакс) с дипломом «Магистр искусств» (англ. Barchelor of Arts, BA). Спустя десять лет вновь вернулась в университет, окончила курс массажной терапии (англ. Massage Therapy). Работает в клинике в Галифаксе.
В 2007 совместно с ещё двумя знаменитыми кёрлингистами, Рассом Ховардом и Грантом Одишоу, создала «Академию кёрлинга» — ежегодные курсы в Монктоне (Нью-Брансуик), где в конце лета и начале осени известные мастера кёрлинга (как трое вышеуказанных, так и другие, приглашенные как инструкторы) дают уроки молодым кёрлингистам.